# マルセル・ムルンバ・チディンバ
マルセル・ムルンバ・チディンバ（ルバ語: Marcel Mulumba Tshidimba、1946年2月17日 - ）は、ザイール共和国時代から生え抜きのコンゴ民主共和国の外交官。在モザンビーク臨時代理大使や駐日大使、駐日アフリカ外交団長を経て、2011年より在トルコ大使。ベルギー領コンゴルサンボ州ポルフランキ（現・コンゴ民主共和国カサイ州イレボ）出身。母語のルバ語と母国語のフランス語に加えて、英語・リンガラ語・コンゴ語に堪能。既婚で子供が7人いる。

## 学歴
1970年、ザイール（現・コンゴ民主共和国）のキンシャサ大学（UNIKIN）で政治学および社会学の学士号を取得。
1973年、フランスのパリ・ジャーナリスト養成センター（CFJ Paris）でジャーナリズムの学位を取得。

## 経歴
1970年から1980年にかけて、ザイール・ラジオ・テレビ局（OZRT、現・国営コンゴ・ラジオ・テレビ／RTNC）で勤務。
1982年から1985年にかけて、保健大臣私設秘書。
1987年から1988年にかけて、外務大臣報道担当補佐官。
冷戦末期の1988年に外交官へ転身。東ベルリンの在ドイツ民主共和国（東ドイツ）ザイール共和国大使館で政務担当参事官を務め、現地でベルリンの壁崩壊を見届けて東ドイツが解体される1990年まで奉職した。
1991年から1997年にかけて、アディスアベバの在エチオピアザイール共和国大使館兼アフリカ統一機構（OUA／OAU）ザイール共和国政府代表部で政務担当参事官を務め、1997年のザイール崩壊から1999年にかけては、在エチオピアコンゴ民主共和国大使館兼アフリカ統一機構コンゴ民主共和国政府代表部の政務担当参事官として奉職した。
1999年から2002年にかけて、マプトの在モザンビークコンゴ民主共和国大使館で臨時代理大使。
2002年7月18日、皇居で皇太子徳仁親王（当時。令和時代の天皇）に信任状を捧呈して駐日大使に就任した。2010年9月30日以降は駐日アフリカ外交団長を兼任。2011年1月13日、駐日アフリカ外交団長として前原誠司外務大臣（当時）と意見交換を行った。
2011年7月24日より在トルコ共和国大使。遅くとも2018年以降、在トルコ共和国アフリカ外交団長を兼任。